# فگاتوگو
فگاتوگو (به انگلیسی: Fagatogo) یک منطقهٔ مسکونی در ایالات متحده آمریکا است که در ساموآی آمریکا واقع شده‌است. فگاتوگو ۲٫۱۵ کیلومتر مربع مساحت و ۱٬۶۶۷ نفر جمعیت دارد.